# نظرية الأنماط الأولية

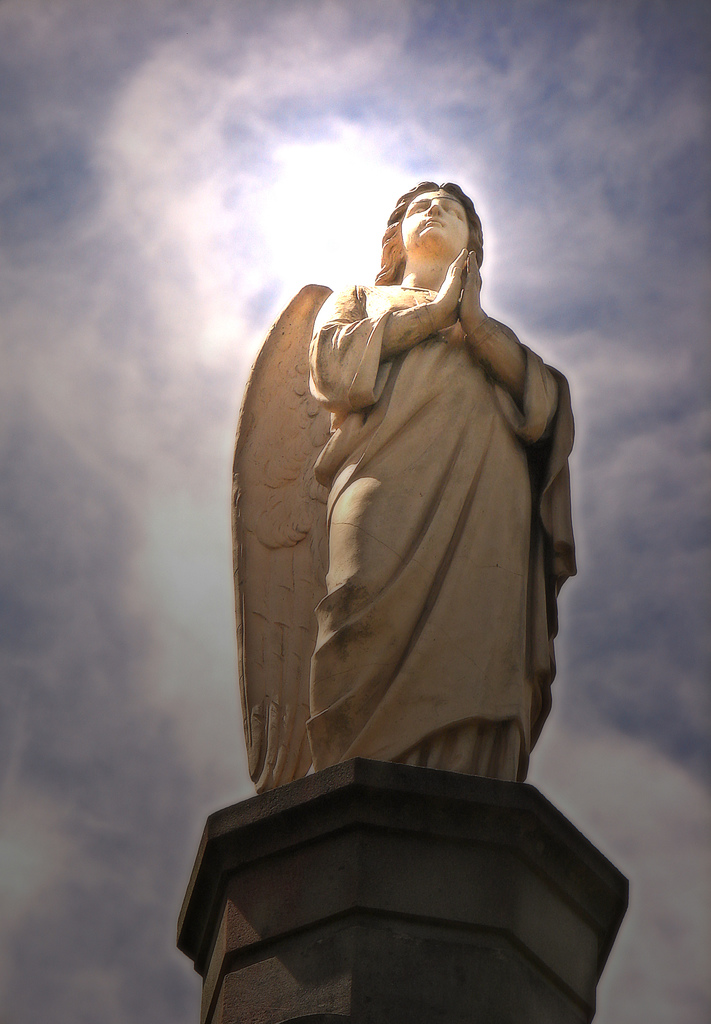

تشير نظرية الأنماط الأولية إلى بناء مقترح من قبل العالم السويسري كارل يونغ لشرح الصور النمطية الأولية، بمعنى آخر، كل الصور المرتبطة بالأحلام واللاوعي والأوهام التي تقترن سويًا بدوافع عالمية خاصة تنتمي إلى الأديان والأساطير والخرافات. هذه الأنماط عبارة عن تلك الصور القديمة المستقلة والتي بدورها تكون المكون الأساسي للاوعي الجماعي.
الأنماط الأولية هي أنماط سلوك بدائية تكون في الجنس البشري للتصرف في المواقف التي تكون مشابهة لمواقف الإنسان الأولى. ومن ذلك فإن الإنسان يسلك سلوكًًا متشابهًا حيال الأم، كما أن للأم صورة أولية كانت في الماضي وما تزال حتى الآن، وهذه الصورة هي محصلة خبرات الأجيال، وعلى ذلك كلما تطابقت الأم الفعلية مع الأم الصورة كان التوافق في حياة الطفل والبالغ من بعد، فإذا حدث أن كانت الأم مسيطرة أو نابذة اضطربت حياة الطفل والبالغ من بعد. هذه الأنماط تكون كثيرة في اللا شعور الجمعي بعدد خبرات الإنسان التي تتكرر معه عبر الأجيال، ويظهر منها أنماط الموت والسحر والبطل والطفل والمرأة والرجل والشيطان الغاوي والحكيم الشيخ والأرض الأم. والنمط نسق دينامي يعمل مستقلًا ومتفاعلًا مع الأنماط الأخرى وأنظمة الجهاز النفسي المختلفة.
ولعل ما يلفت النظر من الأنماط التي يشير لها يونغ ويفرد لها الصفحات وتشغل من مذهبه مكانة عالية، القناع والأنيما والأنيموس والظل. فأما القناع فيقول عنه يونغ إنه الصورة العامة التي نحب أن نظهر بها أمام الناس، أو الدور الاجتماعي الذي يناط بنا أداؤه. الظل يمثل الغرائز الحيوانية أو الأفكار المستهجنة والدوافع الشهوية بشخصية الفرد؛ فهو يقوم بمقام الهو عند فرويد حيث يمثل السلوك السيء خلقيًا والذي يستحق التأنيب وهو بالأصل موروث من اللاشعور الجمعي عند الإنسان ومشكلته خلقية تتحدى شخصية الأنا كلها. أما الذات فهو المركز الذي يجمع كل أنظمة النفس، وهي غاية الإنسان من حياته وسعيه فيها، وكأي من الأنماط الأولية تحرك السلوك وتدفعه نحو الكلية والشمول. والذات هي كمال الشخصية، وهي أعلى مراتب الوجود النفسي، ولا يبلغها الفرد إلا بعد أن تنمو كل نواحي نفسه نموًا تتكامل به الذات، وعندئذ ينتقل مركز الشخصية من الأنا إلى الذات. ولا تظهر الذات كعنصر مسيطر على السلوك والحياة النفسية إلا مع شخصيات كبيرة كالأنبياء وأصحاب الدعوات الكبرى، كالمسيح وبوذا.